# 湖山池
湖山池（こやまいけ）は、鳥取県鳥取市北部にある汽水湖。「池」と付く湖沼の中では日本で最大の広さを持つ。また、姉妹湖として島根県の神西湖がある。

## 概要
湖山池は鳥取県内では中海の次に大きい湖沼で、古代に日本海から湾入した場所が砂丘の発達や堆積により海と分離されてできた海跡湖である。大小多数の小島が浮かぶ。最大の島である青島には湖岸から架橋されており、桜の木が多数植えられた道路で徒歩や自転車により一周することができ、キャンプも可能である。数本の河川が流入、湖山川によって日本海と結ばれ、鳥取市郊外の行楽地の一つとなっている。
鳥取市三津地区では、全国的にも珍しい石がま漁が冬季に行われている。石の隙間に潜む魚を棒でつついて追い込み捕獲する漁法で、県指定無形民俗文化財に指定されている。地元自治会やNPOが保存に努めている。漁期間中には石がま祭も行われる。
広大な水田を有していた長者が、日没までに田植えが終わらなかったため、扇子で夕日を招き返して田植えを終えたが、一夜明けると田は全て池に変わっていた、という「湖山長者」の伝説が知られる（似たような話が岐阜市のゆうべが池に伝わっている）。古くから開けた地域であり、青島周辺には縄文時代から弥生時代にかけての遺跡がある。戦国時代には、東側の湖畔に因幡国守護所でもある布勢天神山城が置かれ、西側の湖畔に突き出た半島には国人領主吉岡氏の居城である防己尾城が築かれた。
最寄駅はJR山陰本線湖山駅、末恒駅、それに1995年7月27日以降鳥取大学前駅が加わった。なお、鳥取大学前駅-末恒駅の間では車窓南に湖山池の美しい風景が見える。ちなみに、反対の海側は松林である。
2013年3月にアザラシが発見された。このアザラシは、2012年3月に水門が全面開放となった湖山川を通じて日本海から入ってきたと考えられる。
2014年10月19日、約30年ぶりに遊覧船の運航を再開。

## 水上飛行場
湖山池には、昭和初期に水上飛行場が開設されていた。
1931年（昭和6年）に兵庫県城崎郡城崎町の西村佐兵衛によって日本海航空会社が設立され、同年8月6日に4人乗り水上飛行機が試験的に鳥取上空を飛行した。9月7日、鳥取航空思想普及会の招きで再び鳥取上空を飛行し湖山池に着水した。
1932年（昭和7年）中旬から城崎 - 湖山池間の空路が開設され、これが鳥取県の空港の始まりとなったが利用者は少なかった。1936年（昭和11年）10月には日本航空輸送会社によって大阪 - 鳥取 - 松江間の航空路が開設され湖山池に水上飛行機が発着したが、乗客が少なく料金を値下げしたもののやがて休航した。
乗降場は当時の松保村大字桂見字村土居に板張りの桟橋や倉庫が建設されたが、現在はわずかに桟橋跡に数本の杭が見られる程度である。

## 画像

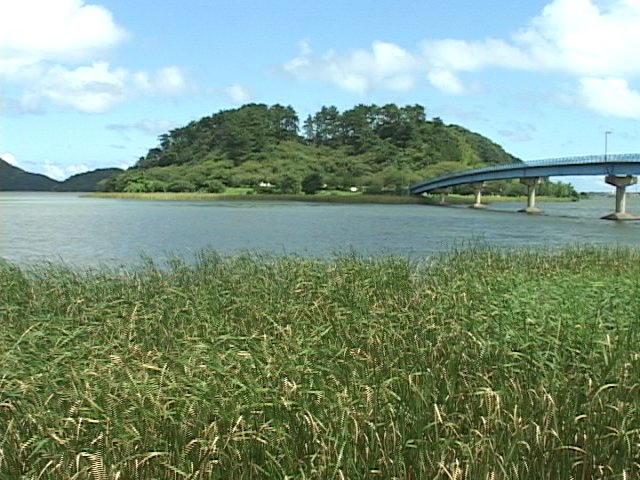
青島
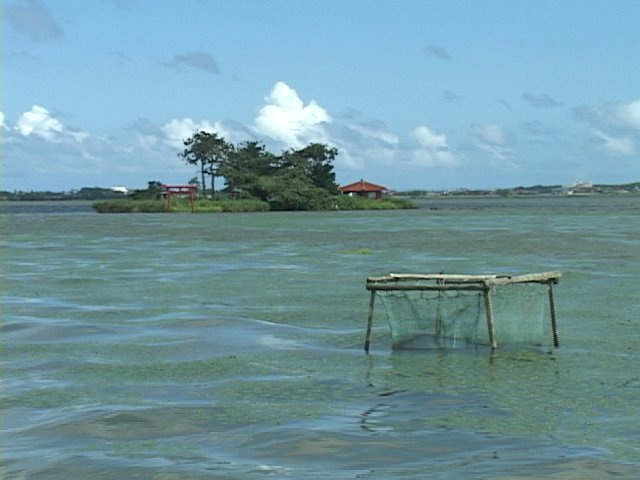
猫島
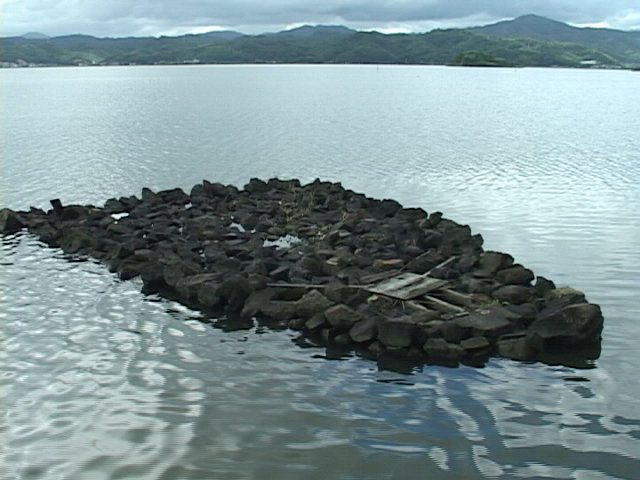
石がま
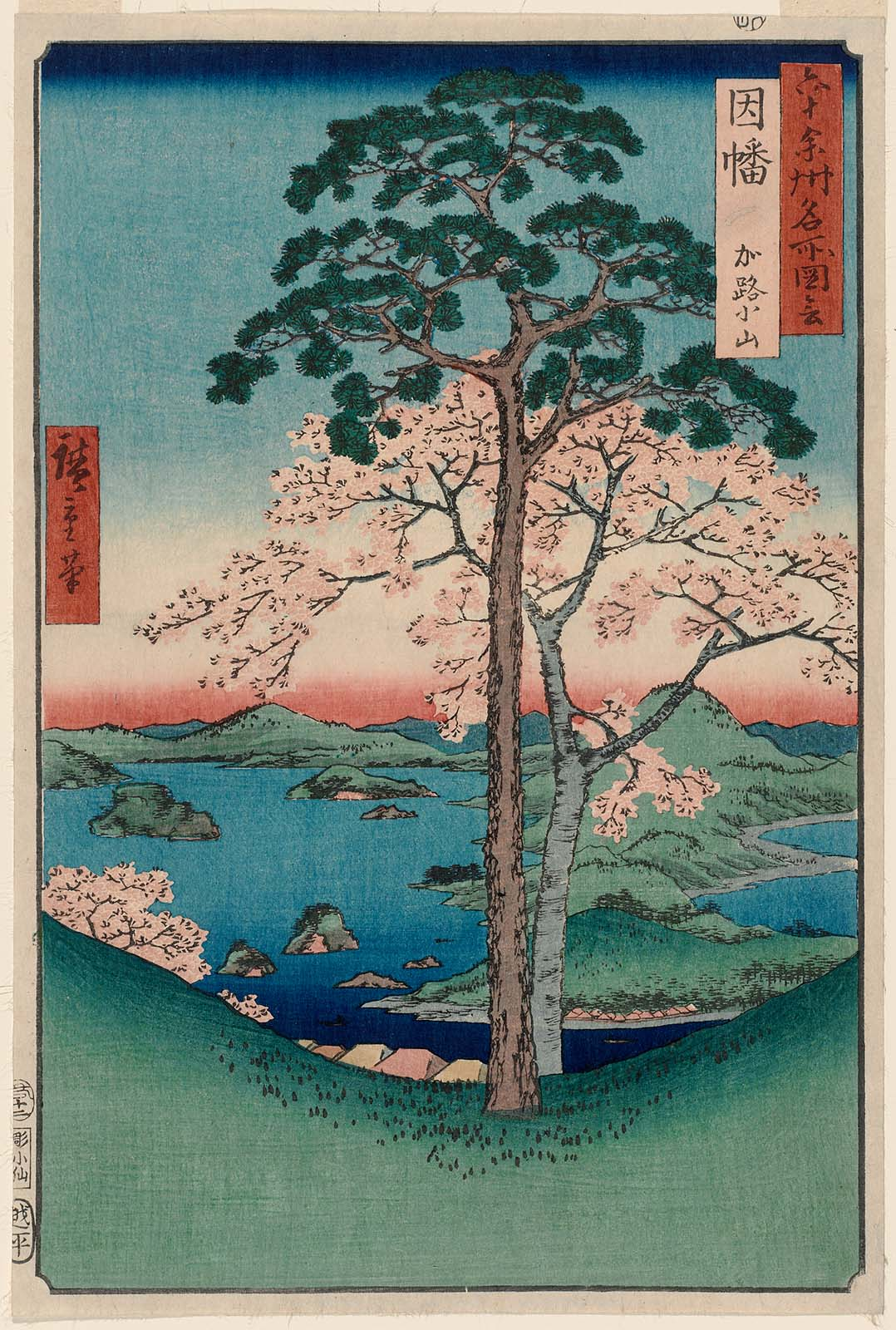
歌川広重